# Xiangkou, Hubei
Xiangkou (kinesiska: 香口, 香口乡) är en socken i Kina. Den ligger i provinsen Hubei, i den centrala delen av landet, omkring 470 kilometer nordväst om provinshuvudstaden Wuhan. Antalet invånare är 22532. Befolkningen består av 10 579 kvinnor och 11 953 män. Barn under 15 år utgör 14,0 %, vuxna 15-64 år 75 %, och äldre över 65 år 9,0 %.
Genomsnittlig årsnederbörd är 900 millimeter. Den regnigaste månaden är juli, med i genomsnitt 156 mm nederbörd, och den torraste är december, med 5 mm nederbörd.